# Cerkiew Opieki Matki Bożej w Choroszczy
Cerkiew pod wezwaniem Opieki Matki Bożej – prawosławna cerkiew parafialna w Choroszczy. Należy do dekanatu Białystok diecezji białostocko-gdańskiej Polskiego Autokefalicznego Kościoła Prawosławnego.

## Położenie
Świątynia mieści się przy ulicy Lipowej 1.

## Historia
Cerkiew wzniesiono w 1878 r. w miejscu wiekowej, drewnianej świątyni prawosławnej. 
14 października 2007 r. w dniu patronalnego święta obchodzono jubileusz 500-lecia powstania parafii prawosławnej i nadania praw miejskich Choroszczy. Arcybiskup białostocki i gdański Jakub po uroczystej Świętej Liturgii poświęcił pamiątkową tablicę umieszczoną na głazie przed cerkwią. Arcybiskup Jakub w uznaniu zasług ks. Andrzeja Bołbota, proboszcza parafii Opieki Matki Bożej w Choroszczy, wręczył mu order świętej równej Apostołom Marii Magdaleny II stopnia. Burmistrz Choroszczy – Jerzy Ułanowicz, przekazał natomiast duchownemu pamiątkowy dyplom ze słowami uznania za zasługi dla parafii i miasta.
Cerkiew wpisano do rejestru zabytków 12 listopada 1987 r. pod nr A-380.

## Architektura

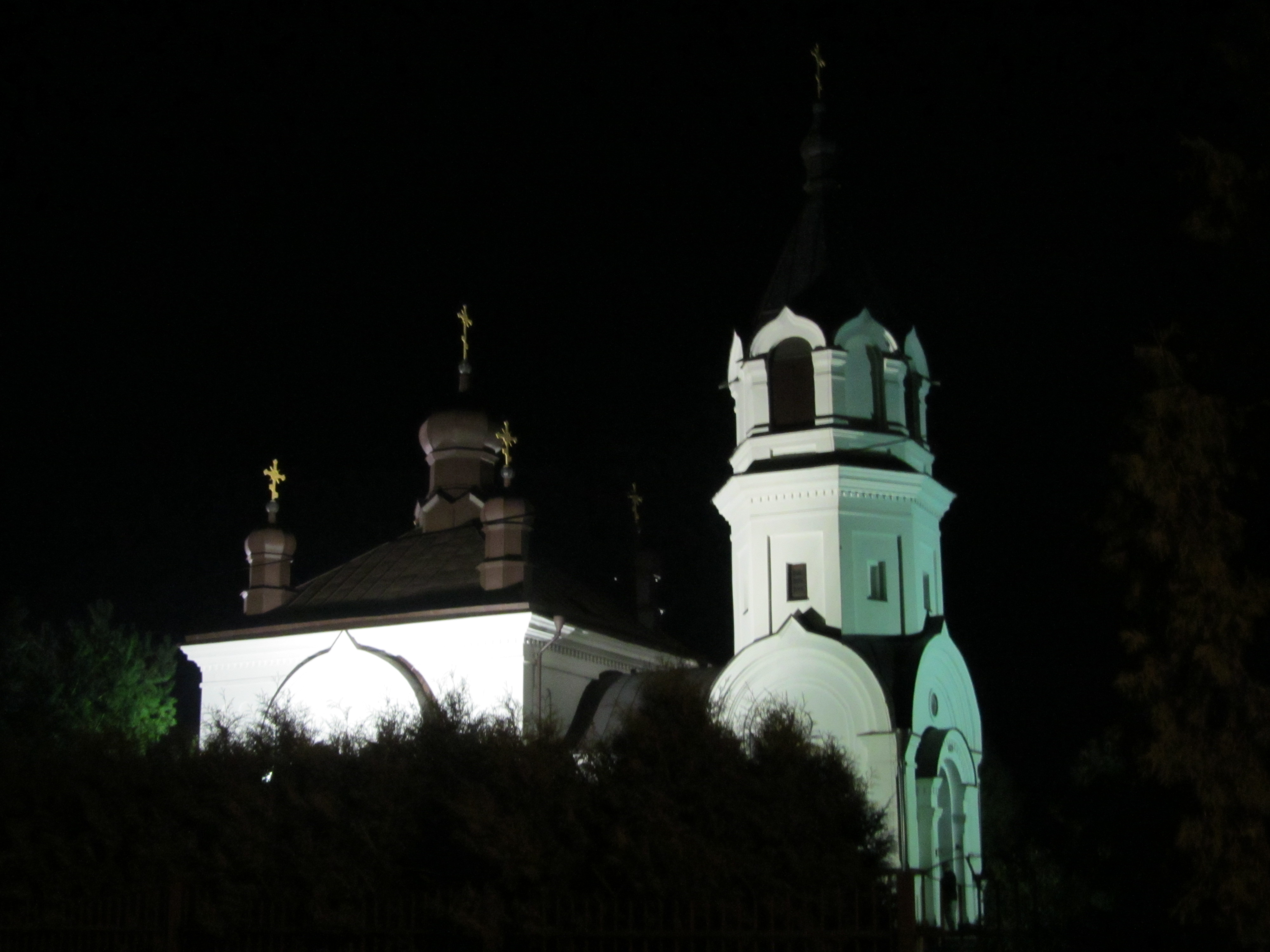
Nocą świątynia jest iluminowana

Pod względem architektonicznym cerkiew utrzymana jest w stylu rosyjskiego neobizantynizmu. Nad skrzyżowaniem transeptu z nawą wznosi się niewielka sygnaturka, która wraz z czterema sąsiednimi wieżyczkami i krzyżami na ich szczycie, symbolizuje Jezusa Chrystusa i czterech Ewangelistów. Do cerkwi wchodzi się przez trzykondygnacyjną dzwonnicę – u dołu czworoboczną, na górze ośmiokątną z hełmem i cebulastą kopułką zwieńczoną prawosławnym krzyżem. Nasady dolnej i górnej kondygnacji zdobią kokoszniki, które wykorzystano także w zewnętrznych bocznych ścianach nawy głównej świątyni, gdzie przejęły rolę nadokienników. Obiekt dekorują także liczne gzymsy i pilastry symptomatyczne dla architektury neoklasycyzmu. Cerkiew parafialna w Choroszczy jest świątynią orientowaną, co oznacza, że jej podłużna apsyda, owalnie zamykająca prezbiterium, jest skierowana w kierunku wschodnim. Obiekt wzniesiony został na planie krzyża greckiego.

## Wnętrze świątyni
Wewnątrz choroszczańskiej cerkwi znajduje się ikonostas zawierający zabytkowe ikony. W królewskich wrotach ikonostasu mieszczą się cztery tonda z wizerunkami Ewangelistów, piąte zaś przedstawia scenę Zwiastowania Przenajświętszej Bogurodzicy. Nad wrotami umieszczona jest Poczajowska Ikona Matki Bożej, która podczas akatystów jest specjalnie opuszczana celem umożliwienia adoracji obrazu przez wiernych. Wnętrza świątyni zdobią unikatowe freski przedstawiające sceny biblijne oraz postaci prawosławnych świętych.

## Ciekawostki
Bardzo zbliżony pod względem architektonicznym obiekt znajduje się w Japonii i jest nim cerkiew Zmartwychwstania Pańskiego w Hakodate.
W dniu 14 października 2018 r., podczas święta parafialnego, w choroskiej cerkwi przebywały, wystawione do publicznej adoracji, relikwie św. Łukasza Wojno-Jasienieckiego.